# Roman Gruszecki
Roman Gruszecki (ur. 27 lipca 1964 w Mielcu) – polski piłkarz i trener, grał na pozycji pomocnika. Wychowanek Stali Mielec.
Jest absolwentem Liceum Ekonomicznego w Mielcu, maturę zdał w 1989. W Stali Mielec występował w latach 1981–1992. W tym czasie był często powoływany do reprezentacji Polski w różnych kategoriach wiekowych. W 1983 grał w reprezentacji Polski U-20 na Mistrzostwach Świata, gdzie wraz z drużyną zdobył brązowy medal. Na sezon 1992/93 przeniósł się do II-ligowych Karpat Krosno, a w 1993 do III-ligowej Pogoni Leżajsk, gdzie występował jako grający trener do 1995.
Studiował na AWF w Warszawie – Punkt Konsultacyjny w Mielcu. W 1992 dostał uprawnienia trenera piłki nożnej drugiej klasy, a 3 lata później tytuł magistra.